# Midnight Gold
Chansons représentant la Géorgie au Concours Eurovision de la chanson
Warrior
(2015)
Midnight Gold (en français « L'or de minuit ») est la chanson de Nika Kocharov et Young Georgian Lolitaz qui représente la Géorgie au Concours Eurovision de la chanson 2016 à Stockholm. 
Le 12 mai 2016, lors de la 2de demi-finale, elle termine à la 9e place avec 123 points  et est qualifiée pour la finale le 14 mai 2016 au cours de laquelle elle termine à la 20e place avec 104 points. Lors de la finale, ils reçoivent 12 points de la part du jury anglais.